# 京都藝術大學
京都藝術大學（きょうとげいじゅつだいがく、英語：Kyoto University of the Arts）是位於日本京都府京都市左京区的營利性私立大学，由學校法人瓜生山學園創辦，於1991年開展大學業務。官方簡稱為“瓜藝”（うりげい）、“京都瓜藝”，舊稱為“京都造形藝術大學”。

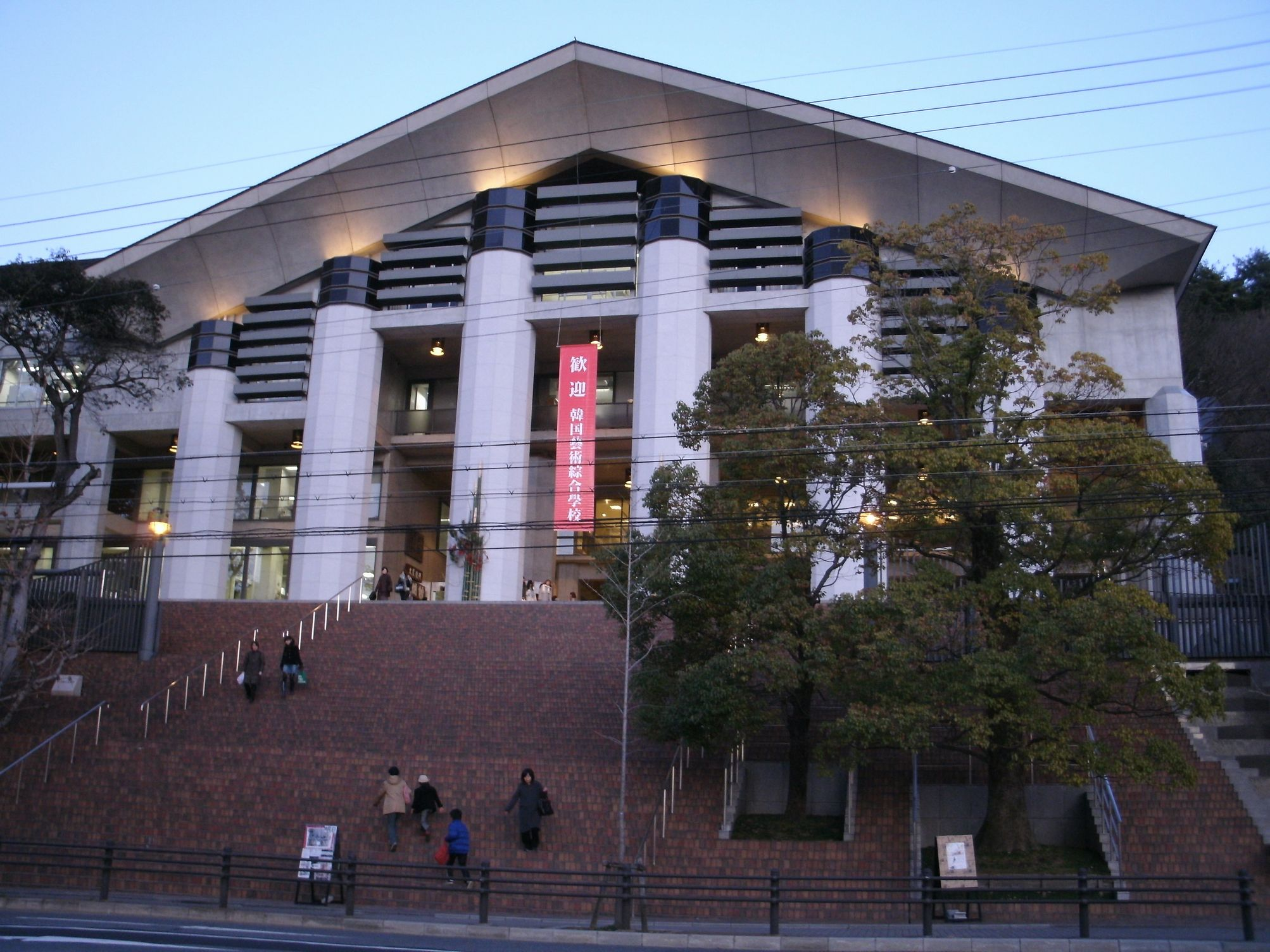
人間館

## 外部連結
- 京都藝術大学 （页面存档备份，存于）